# Рыжий ксенопс
Рыжий ксенопс (лат. Xenops rutilans) — вид птиц из семейства печниковых. Выделяют 11 подвидов.

## Распространение
Ареал простирается от Коста-Рики и Тринидада на юг до Боливии и северной части Аргентины.

## Описание
Обычная длина тела 12 см, масса 10—15 г. Тело окрашено в коричневой гамме, крылья темнее. Клюв короткий, клиновидный.

## Биология
Питаются членистоногими, например, личинками древесных жуков, но могут также ловить летающих термитов. Присоединяются к смешанным стайкам птиц разных видов, вместе кормящимся в лесу. Перемещаются обычно по среднему уровню леса.
Гнездо эти птицы оборудуют в отверстии в стволе дерева, на высоте 1,5—4,5 м от земли. В нормальной кладке два белых яйца. В их насиживании принимают участие оба родителя.
МСОП присвоил виду охранный статус LC.